# Cassa di Risparmio di Rieti
La Cassa di Risparmio di Rieti S.p.A. (nota anche con l'acronimo di CA.RI.RI. o CARIRI) è stata una banca con sede a Rieti fondata nel 1846, che a fine 2015 si è fusa in Intesa Sanpaolo. Aveva Sede Legale e Direzione Generale presso palazzo Crispolti, in via Garibaldi; possedeva 26 filiali nella provincia di Rieti, 17 in provincia di Roma e una in provincia dell'Aquila per un totale di 44 agenzie.

## Storia

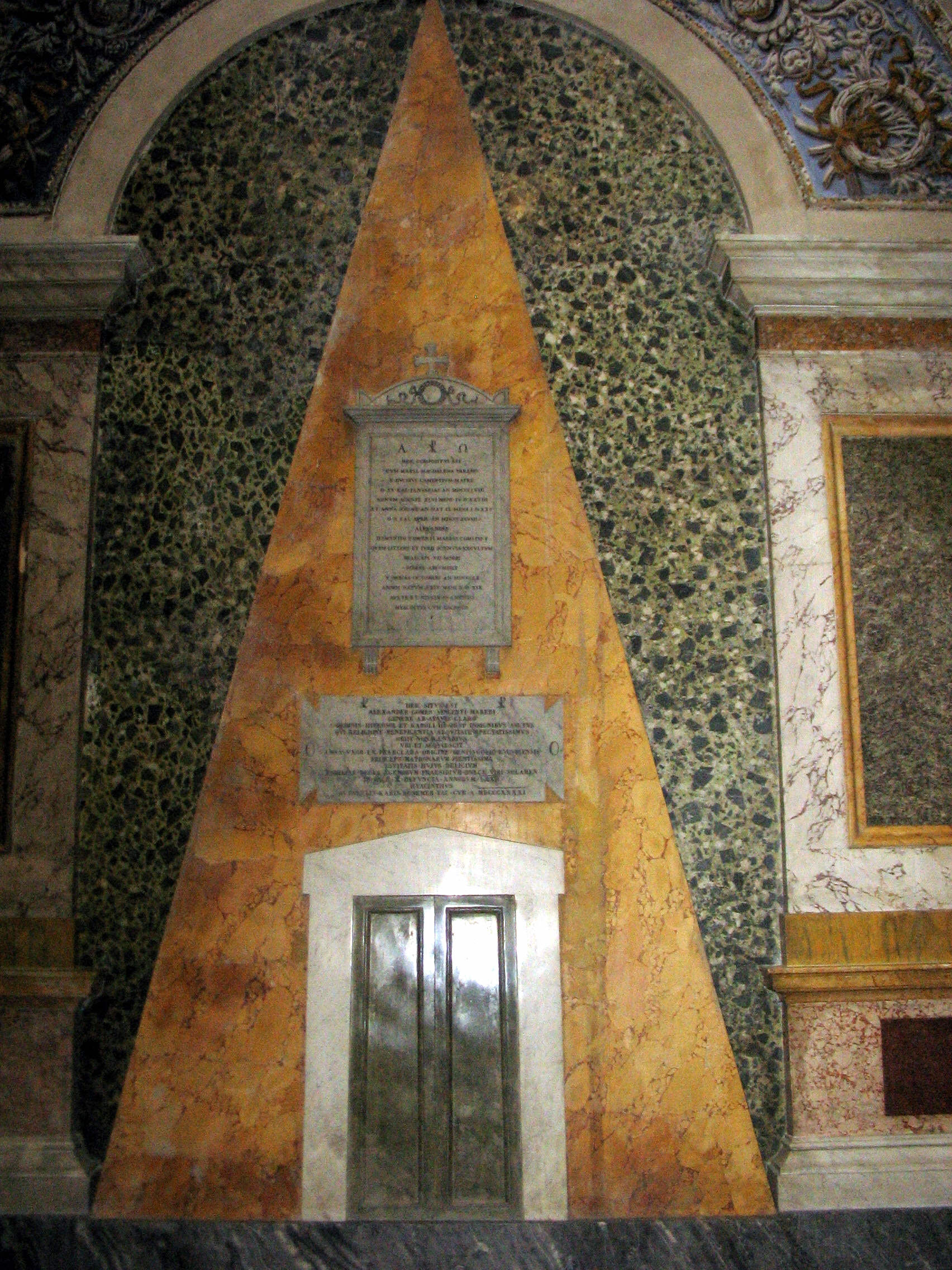
Cenotafio del conte Giacinto Vincenti Mareri nella cappella di Santa Caterina della Cattedrale di Rieti

Dopo la fondazione della Cassa di Risparmio di Roma nel 1836, primo istituto di credito dello Stato Pontificio, il 1º dicembre 1845 i novanta azionisti disposti a finanziare il capitale di fondazione (esponenti del clero diocesano, dell'aristocrazia agraria e della borghesia cittadina) approvarono il regolamento per l'istituzione della Cassa di Risparmio di Rieti, redatto dal conte Giacinto Vincenti Mareri che fu anche eletto presidente (incarico che mantenne fino alla morte nel 1878).
La creazione dell'istituto fu richiesta il 7 dicembre 1845 dal Delegato Apostolico alla Segreteria di Stato per l'Interno, e ratificata da Papa Gregorio XVI nell'udienza del 24 gennaio 1846. L'inaugurazione avvenne il 29 marzo 1846, con una solenne messa celebrata nella Cattedrale dal vescovo Filippo Curoli. La prima sede fu messa a disposizione dal presidente, nei locali al piano terra del palazzo Vincenti Mareri in via degli Abruzzi (odierna Via Garibaldi).

Gli sportelli della banca in una fotografia pubblicata nel 1932

L'istituto nacque in un periodo in cui la città basava la propria economia quasi totalmente sull'agricoltura, favorendo la fine di un sistema basato sulla mezzadria.
Alla proclamazione della Repubblica Romana del 1849, alla Cassa venne imposto il versamento dei depositi appartenenti agli enti ecclesiastici, ma il presidente Vincenti Mareri, fedele al Papa, riuscì a rinviare l'adempimento fino alla restaurazione del potere papale.
Con l'annessione di Rieti al Regno d'Italia nel 1860 la Cassa rischiò l'assorbimento da parte della Congregazione di carità, in base alla legge 20 novembre 1859 che prevedeva l'esproprio delle Opere Pie; l'assorbimento fu evitato solo grazie al Regio Decreto 13 febbraio 1861, che il consiglio di amministrazione chiese ed ottenne dal governo di Torino, in cui la Cassa di Risparmio viene riconosciuta come Ente morale.

La presidenza in una fotografia pubblicata nel 1932

Presto la banca ebbe bisogno di una sede più ampia così, nella riunione del 27 novembre 1874, il CdA deliberò di avviare trattative con i marchesi Tommaso, Clemente e Cesare Crispolti per l'acquisto del Palazzo Crispolti, situato a fianco di Palazzo Vincenti Mareri in via Garibaldi. I Crispolti proposero la permuta con dei terreni presso Morro e Rivodutri di cui la Cassa disponeva come recupero di crediti, per un valore poco superiore alle 40 000 lire. Il 9 settembre 1875 fu stipulato il compromesso, che fu approvato dall'assemblea dei soci il 16 settembre; gli uffici furono trasferiti nell'ottobre del 1877 ed il palazzo rimase sede della Cassa di Risparmio fino alla fine di quest'ultima nel 2015.

### Il crack Ambra e l'acquisizione
Divenne una Società per azioni nel 1992 scindendo l'azienda bancaria dalla Fondazione Cassa Risparmio di Rieti, oggi Fondazione Varrone.
La banca fu coinvolta in uno scandalo quando, nel novembre 1993, venne arrestato Giuseppe Di Pietro, direttore fino al 1992 della filiale di piazza Montecitorio a Roma. L'accusa era di aver concesso tra il 1990 e il 1993 fidi per quasi 90 miliardi di lire in modo "compiacente ed irregolare" a società appartenenti al boss della banda della Magliana Enrico Nicoletti, che con questi soldi teneva in piedi una fiorente attività di usura, accettando come garanzia le azioni della società di assicurazioni "Ambra", che fu in seguito riconosciuta fallita. Nel gennaio 1994 Di Pietro si è costituito ed a marzo sono stati arrestati per concorso in bancarotta fraudolenta il presidente della CARIRI Bruno Agabiti e il direttore generale Franco Vecchi. Di Pietro e Vecchi sono stati condannati in via definitiva dalla Corte di cassazione nel 2010, mentre Agabiti morì mentre era in corso il processo di primo grado, che si concluse con la dichiarazione del non doversi procedere, ma il suo avvocato Pietro Carotti presentò ricorso e fu assolto post-mortem dalla corte di appello di Milano per non aver commesso il fatto.

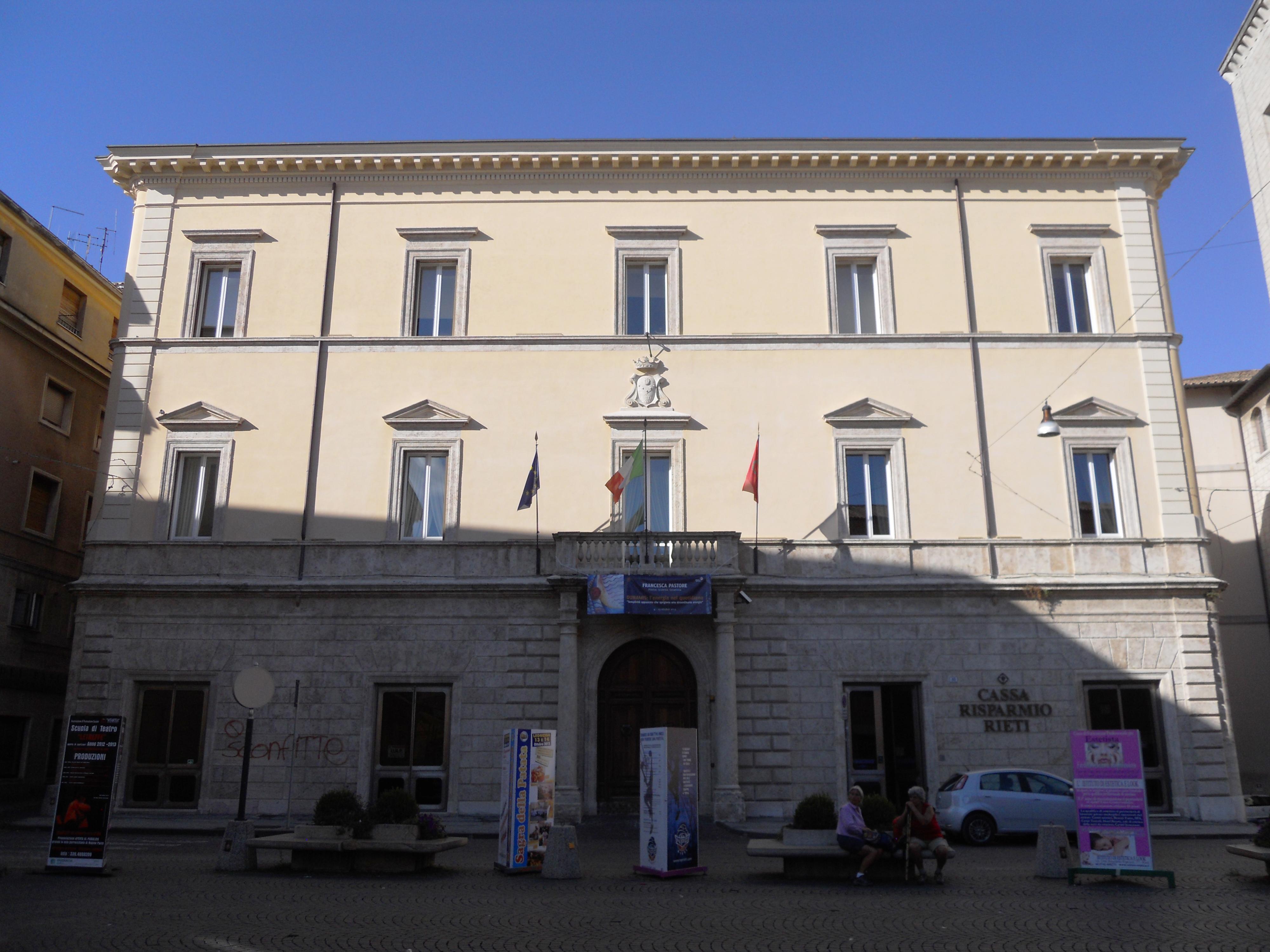
La filiale principale di Rieti, al piano terra di Palazzo Dosi Delfini in piazza Vittorio Emanuele II n. 14

Contestualmente allo scandalo emergono nei conti delle gravi perdite (200 miliardi di "sofferenze" nella bozza di bilancio 1993); per questa ragione si dovette ricorrere ad un aumento di 80 miliardi di lire del capitale sociale, tutti sottoscritti da CARIPLO, che già nel 1991 aveva acquisito il 33% di CARIRI e con questa operazione diviene il socio di maggioranza. Nel 1998 la proprietà è passata a Banca Intesa e poi, a seguito della fusione fra Banca Intesa e Sanpaolo IMI avvenuta nel 2006, ad Intesa Sanpaolo.

### La fine
Nel piano di impresa 2014-2017 Intesa Sanpaolo annuncia un piano di accentramento della sua Banca dei territori, che prevede l'assorbimento completo delle Casse del Lazio (Rieti, Viterbo, Civitavecchia) e il loro controllo diretto con il passaggio di filiali e personale ad Intesa Sanpaolo.

A questo scopo, nel 2014 Intesa Sanpaolo (già in possesso dell'85% attraverso Banca CR Firenze) rileva il restante 15% di CARIRI dalla Fondazione Varrone per 32,5 milioni di euro.
Il 23 novembre 2015, con la rimozione delle insegne CARIRI dalle filiali, la Cassa di Risparmio di Rieti ha cessato definitivamente di esistere con la fusione per incorporazione in Intesa Sanpaolo.

## L'attività in ambito sociale e la Fondazione

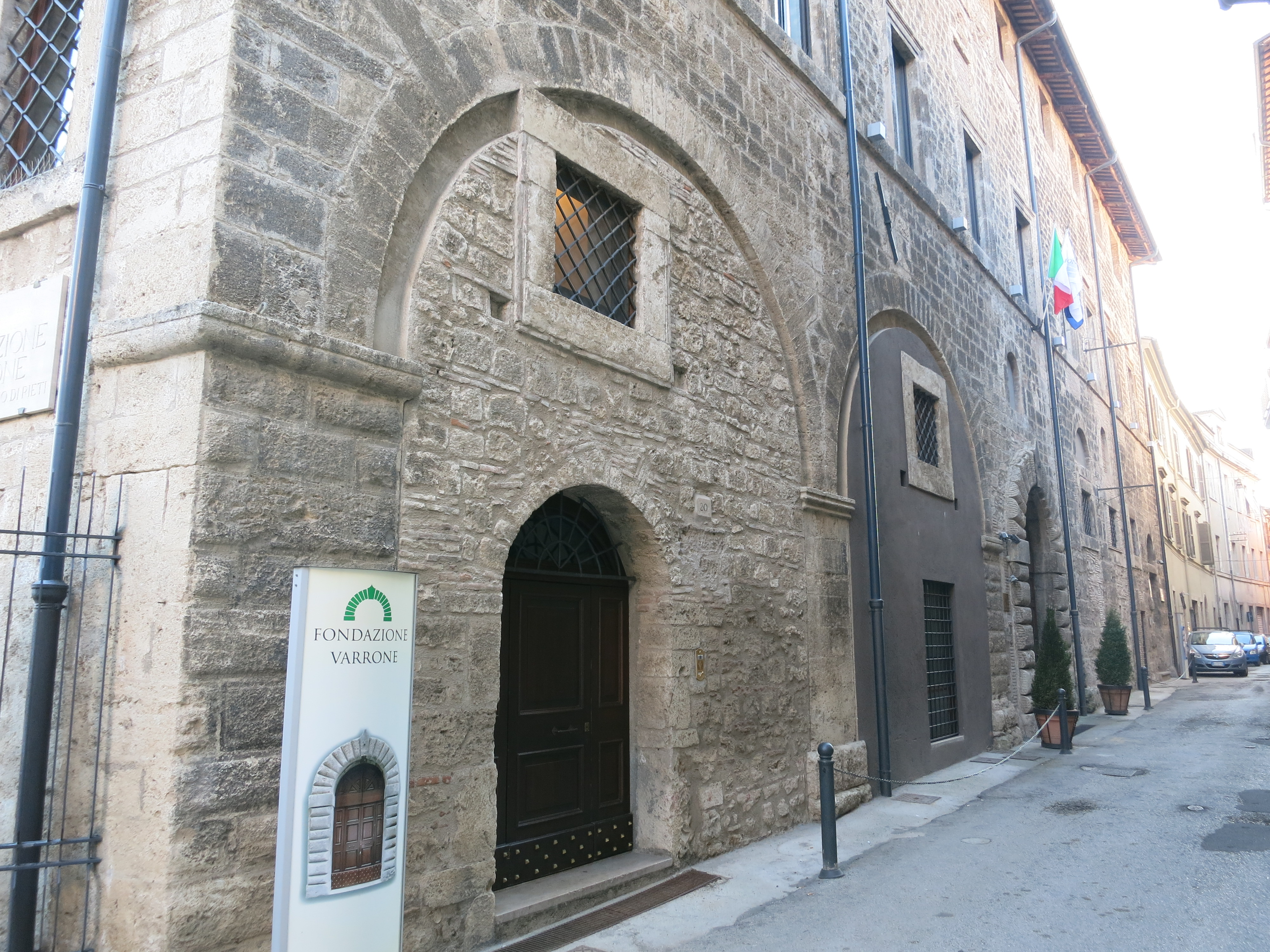
La sede della Fondazione Varrone in Palazzo Potenziani

La CARIRI non ha fatto eccezione alle attività in ambito sociale tipiche delle Casse di risparmio. Sono stati molti gli ambiti in cui, sin dalla fondazione, la CARIRI è intervenuta: dalla promozione dello sport giovanile, all'organizzazione di eventi culturali, fino alla valorizzazione dei palazzi storici della città.
Con l'introduzione delle fondazioni bancarie (Legge Amato n. 218 del 1990) nel 1992 l'attività di utilità sociale venne scorporata nella Fondazione Cassa di Risparmio di Rieti, che dal 2003 ha cambiato nome in Fondazione Varrone in omaggio all'erudito reatino Marco Terenzio Varrone. La fondazione, il cui statuto è stato approvato dal Ministero del tesoro nel settembre 2000, ha attualmente sede in Palazzo Potenziani Fabri ed è un soggetto privato senza fini di lucro, completamente autonomo e indipendente dalla CARIRI, che non svolge attività di credito.

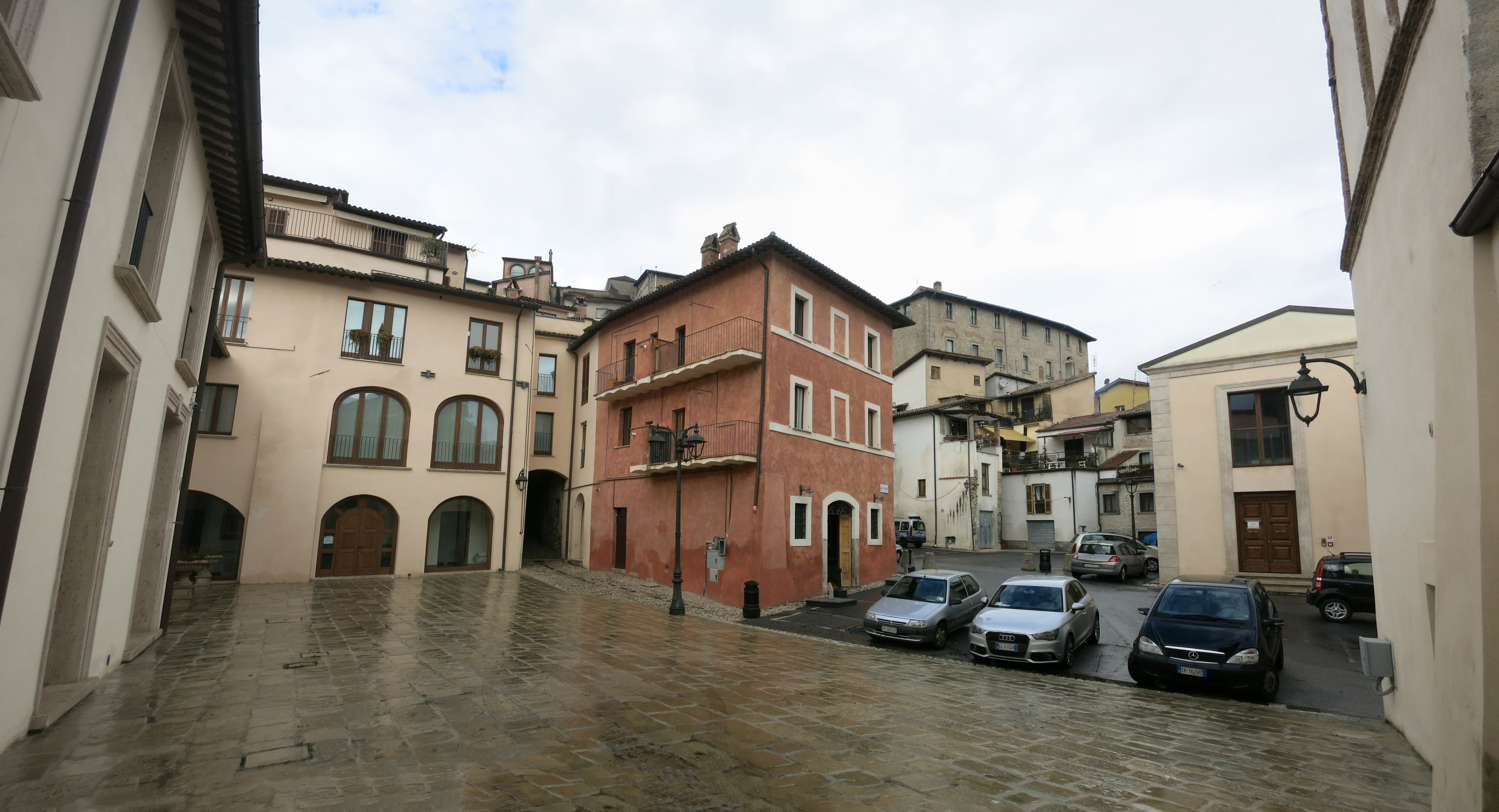
Le officine della cultura della Fondazione Varrone, in largo San Giorgio

Nella città di Rieti la Fondazione ha restaurato la ex chiesa di Santa Scolastica trasformandola nell'Auditorium Varrone ed ha riqualificato l'area e gli edifici di Largo San Giorgio creando le Officine Fondazione Varrone, inaugurate nel 2012, uno spazio di 4 000 m² in cui sono stati ricavati la nuova sede della biblioteca della Fondazione (ex biblioteca Benedetto Riposati), una libreria, un caffè letterario, una galleria d'arte, una palestra di inglese ed un laboratorio di moda, dove la Fondazione organizza manifestazioni ed eventi culturali. Dal 2014 la biblioteca è chiusa perché posta sotto sequestro, in seguito alla scoperta di alcune irregolarità nei lavori di ristrutturazione.
Dagli anni 2000 la Fondazione è partner di Intercultura ed ogni anno eroga agli studenti più meritevoli delle scuole superiori reatine borse per studiare un anno in una scuola di Stati Uniti, Cina o India.

### Nello sport
La Cassa di Risparmio di Rieti ha legato per moltissimo tempo (dal 1976 fino al 2015) il suo nome alla società Atletica Studentesca di Rieti contribuendo, con il suo sostegno economico, alla possibilità di formare giovani atleti nel capoluogo sabino, che per quanto riguarda l'atletica leggera si classifica quasi ogni anno prima tra le province italiane nella classifica de Il Sole 24 ore per indice di sportività. In trentanove anni di cammino congiunto l'identificazione della società sportiva con il marchio CARIRI è divenuta talmente forte che ad Intesa Sanpaolo è stato chiesto di poter continuare ad usare la denominazione Atletica Studentesca CARIRI, anche dopo l'assorbimento definitivo dell'istituto bancario da parte del gruppo torinese.

## Presidenti
- Giacinto Vincenti Mareri (1845-1878, presidente a vita)[2]
- Giustino de Sanctis
- Leonardo Leonardi
- Bruno Agabiti (...-1993)
- Olinto Petrangeli (1993-1998)
- Alessandro Rinaldi (1998-2015)[30][31]